# Ercolania kencolesi
Espèce
Ercolania kencolesi est une espèce de petite limace de mer de l'ordre des Sacoglossa, spécifiquement liée à l'algue verte Boergesenia forbesii dont elle se nourrit.
L'espèce a été décrite en 2007 à partir d'individus collectés près de la station de recherches de l'île Lizard (en) dans le nord de l'État du Queensland. Elle avait été précédemment repérée dans la même région en 1989 ainsi que sur l'île de Guam en 2003. Elle a également été identifiée à l'île de La Réunion.

## Description
Ercolania kencolesi est un sacoglosse de petite taille qui mesure seulement quelques millimètres.  Son corps est garni, de chaque côté, d'une ou deux rangées d'appendices, les « cerata », en forme de massues ou de boudins. Il est entièrement vert lorsqu'il s'alimente régulièrement.

## Comportement
Des mesures d'activité chlorophyllienne ont montré que les chloroplastes ingérés ne demeuraient pas énergétiquement fonctionnels, contrairement à ce qui peut se produire chez d'autres espèces de sacoglosses. Les chloroplastes peuvent cependant subsister jusqu'à 3 jours dans l'organisme d'Ercolania kencolesi en lui donnant ainsi sa coloration verte intense.